# Salice Terme
Salice Terme is een plaats (frazione) in de Italiaanse gemeente Godiasco.